# Madjid Adjaoud
Madjid Adjaoud (Marseille, 23 augustus 1971) is een Frans-Algerijns voormalig voetballer. Hij begon zijn carrière in 1998 bij CS Sedan en bleef daar tot 2002. Madjid Adjaoud maakte daar in 86 wedstrijden een doelpunt. In 2002 vertrok hij naar AA Gent en bleef daar tot 2004. Hij speelde daar 34 wedstrijden en scoorde niet.